# Вигоново
Вигоново (итал. Vigonovo) је насеље у Италији у округу Венеција, региону Венето.
Према процени из 2011. у насељу је живело 3535 становника. Насеље се налази на надморској висини од 8 м.

## Становништво
| 1931. | 1936. | 1951. | 1961. | 1971. | 1981. | 1991. | 2001. | 2011. |
| ----- | ----- | ----- | ----- | ----- | ----- | ----- | ----- | ----- |
| 4.977 | 5.003 | 5.884 | 6.060 | 7.027 | 7.705 | 7.581 | 8.064 | 9.892 |